# Betaksolol
Betaksolol (Betoptik, Betoptik S, Lokren, Kerlon) je selektivni blokator beta1 receptora koji se koristi u tretmanu hipertenzije i glaukoma. Pošto je selektivan za beta1 receptore, on tipično ima manje nuspojava od neselektivnih beta blokatora. Na primer on ne uzrokuje bronhospazme (posredovane beta2 receptorima) poput timolola. Betaksolol takođe pokazuje veći afinitet za beta1 receptore od metoprolola. Osim njegovog dejstva na srce, betaksolol redukuje pritisak unutar oka (intraokularni pritisak). To dejstvo je verovatno posledica umanjenog formiranja tečnosti unutar oka. Precizni mehanizam nije poznat. Umanjenjem intraokularnog pritiska se smanjuje rizik od oštećenja optičkih nerva i gubitak vida kod pacijenata sa povišenim intraokularnim pritiskom usled glaukoma.

## Spoljašnje veze
|  | Molimo Vas, obratite pažnju na važno upozorenje u vezi sa temama iz oblasti medicine (zdravlja). |